# Michał (Diesnicki)
Michał, imię świeckie Matfiej Michajłowicz Diesnicki, ros. Матфей Михайлович Десницкий (ur. 28 października?/8 listopada 1762 w Toropkowie, zm. 12 marca?/24 marca 1821 w Petersburgu) – rosyjski biskup prawosławny, wolnomularz.
Urodził się w rodzinie wiejskiego dzwonnika cerkiewnego, który zmarł w dniu chrztu syna. Michał ukończył seminarium duchowne prowadzone przy Ławrze Troicko-Siergijewskiej dzięki wsparciu metropolity moskiewskiego Platona. W 1785 został wyświęcony na kapłana i skierowany do pracy duszpasterskiej w parafii św. Jana Rycerza w Moskwie. Od 1799, po złożeniu ślubów mniszych, został kapelanem nadwornym rodziny carskiej. W tym samym roku został archimandrytą. Trzy lata później miała miejsce jego chirotonia na biskupa staroruskiego, wikariusza eparchii nowogrodzkiej. Już po roku objął katedrę czernihowską i nieżyńską, zaś w 1806 został mianowany arcybiskupem. W 1818 otrzymał godność metropolity petersburskiego, którą pełnił przez trzy lata, do swojej śmierci. Został pochowany w cerkwi Świętego Ducha w kompleksie Ławry Aleksandra Newskiego.